# Mausohr-Quartiere Wesergebirge
Mausohr-Quartiere Wesergebirge este o arie protejată (arie specială de conservare — SAC, sit de importanță comunitară — SCI) din Germania întinsă pe o suprafață de 0,21 ha, integral pe uscat.

## Localizare
Centrul sitului Mausohr-Quartiere Wesergebirge este situat la coordonatele 52°13′18″N 9°02′16″E / 52.2217°N 9.0378°E.

## Înființare
Situl Mausohr-Quartiere Wesergebirge a fost declarat sit de importanță comunitară în ianuarie 2005 pentru a proteja 1 specie de animale. Situl a fost protejat și ca arie specială de conservare în noiembrie 2007.

## Biodiversitate
Situată în ecoregiunea continentală, aria protejată nu include niciun habitat protejat.
La baza desemnării sitului se află o specie protejată de  mamifere: liliac comun (Myotis myotis).